# Lo scherzo
Lo scherzo (in lingua ceca Žert) è il primo romanzo di Milan Kundera, pubblicato nel 1967. Dal romanzo fu tratto nel 1969 un film con lo stesso titolo, diretto da Jaromil Jireš.

## Trama
Il romanzo, che si svolge in Cecoslovacchia negli anni dal secondo dopoguerra al periodo immediatamente precedente la Primavera di Praga, racconta la vita di Ludvik Jahn, uno studente che all'inizio degli anni Cinquanta, per scherzo, invia una cartolina ad una studentessa dalla quale è attratto, con le seguenti frasi: «L'ottimismo è l'oppio dei popoli! Lo spirito sano puzza di imbecillità! Viva Trockij! Ludvìk.» In seguito allo scherzo, la sua vita cambia radicalmente. Espulso dal Partito comunista, e per questo dall'Università, cade rapidamente di disgrazia in disgrazia. Nel regime dittatoriale stalinista, per punizione viene costretto a prestare il servizio militare per due anni in miniera, e successivamente incarcerato. Tutti i fili della sua vita sono spezzati. Durante il servizio militare conosce una ragazza che sembra innamorarsi di lui, ma lui benché l'ami non riesce più a fidarsi.
La seconda parte del romanzo è ambientata nella seconda metà degli anni Sessanta, in un clima politico mutato e più sereno, in una società che scopre la musica occidentale. Ludvik cerca di vendicarsi nei confronti dell'amico, presidente degli studenti comunisti, che lo ha "processato" per lo scherzo della sua cartolina, distruggendo la sua passione nella rivoluzione. Ne seduce la moglie e, per qualche momento, prova l'ebbrezza della rivincita. Ma scoprirà che la vendetta, dopo anni, non ha più senso. E che ogni tentativo di far del male a quell'uomo si riverbera in un bene. Questo bene lo contagia, e piano piano si affievolisce la sua rabbia e riscopre il desiderio di riprendere a vivere, a suonare, ad amare.

## Edizioni italiane
- Lo scherzo, traduzione di Arrigo Bongiorno, Prefazione di Louis Aragon, Collana Scrittori italiani e stranieri n.40, Milano, Mondadori, 1969,  p. 346.
- Lo scherzo, traduzione di Giuseppe Dierna [Antonio Barbato], Collana Fabula n.6, Milano, Adelphi, 1986, ISBN 978-88-459-0648-0. - Collana gli Adelphi n.21, Milano, Adelphi, 1991, ISBN 978-88-459-0803-3.